# Prislop (Sibiu)

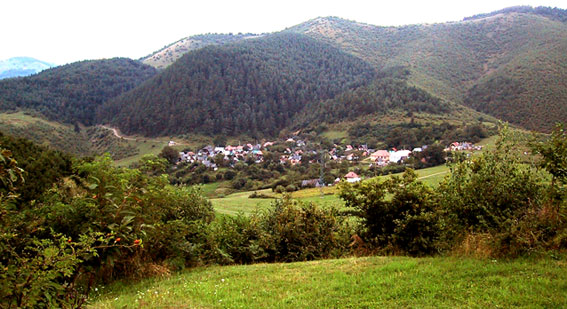
Blick auf Prislop

Prislop ist ein Roma-Dorf in der Gemeinde Rășinari (dt. Reschinar) und liegt etwa 15 km von Sibiu (dt. Hermannstadt) entfernt.
Man erreicht Prislop über Rășinari vom Ortskern aus nach Südosten über eine steile Anhöhe. Es gibt auch einen Weg durch das Silberbachtal, von Cisnădioara (dt. Michelsberg).

## Beschreibung
In Prislop gibt es eine Grundschule, ein öffentliches Telefon, einen Krämerladen, ein neugebautes Gemeindehaus, das noch nicht in Betrieb genommen ist (2006), eine Wasserstelle mit Gebirgswasser sowie Stromversorgung für 85 % der Höfe. In Prislop gibt es weder Kanalisation, Wegebefestigung, fließendes Wasser, noch Straßenbeleuchtung.
Es leben rund 250 Menschen in Prislop. Fast alle sind Roma. Der Grund ist öffentlich und wird vom Bürgermeisteramt in Rășinari an Bedürftige zur Verfügung gestellt. Somit sind auch heimatlose Rumänen nach Prislop verwiesen worden.

## Geschichte
Es ist schwierig zu schätzen, wie alt diese Roma-Siedlung ist. Die typischen Blockhütten sind zumeist aus gebrauchten Balken erbaut, z. T. auch aus ausrangierten Bahnschwellen, und geben daher keinen Aufschluss auf ihr Alter.
Einige Gebäude sind aus Stein gebaut und mit Ziegeln gedeckt. Diese stammen aus der „Goldwäscherzeit“, etwa Anfang des 20. Jahrhunderts, als einige Bewohner sich einen Lebensstandard erlauben konnten, der vergleichbar mit dem der Rumänen aus den umliegenden Dörfern war.
Die Roma aus Prislop waren traditionell Besenbinder und Korbflechter, sind seit Menschengedenken rumänisiert, d. h., sie sprechen weder die traditionelle Sprache, noch tragen sie die typische Kleidung der Roma. Schon immer unterhielten sie lebhafte Handelsbeziehungen mit den umliegenden Dörfern, und ihre Arbeit war geschätzt.

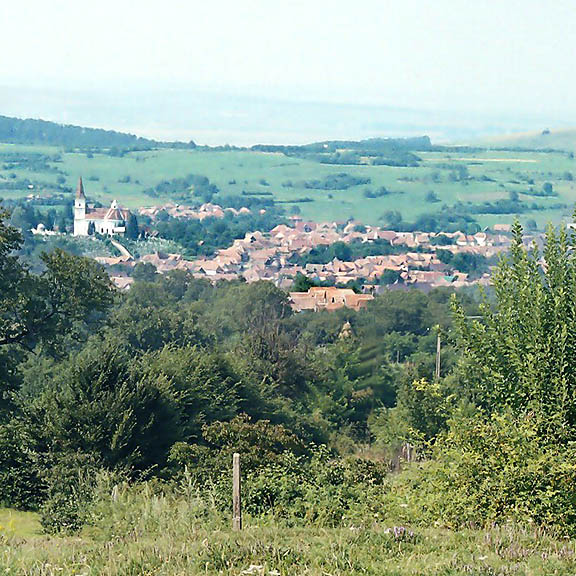
Blick von Prislop nach Rășinari.

Als nach dem Zweiten Weltkrieg viele Siebenbürger Sachsen aus Michelsberg ihre Häuser aufgeben mussten, wurde den Prislopern dort neue Unterkunft angeboten. Diese weigerten sich jedoch die Michelsberger auf diese Weise zu beschämen und zu verärgern, im Gedenken an die guten Beziehungen, die sie schon immer aufrechterhalten hatten.
Im kommunistischen Regime waren die Prisloper voll beschäftigt, jeden Morgen zogen die Männer von der Anhöhe herunter um ihrer jeweiligen Arbeit nachzugehen. Erst Anfang der 1990er Jahre hat sich die Lage der Dorfbewohner ungemein verschlechtert.

## Prislop heute
Seit dem Jahre 2003 gibt es ein geringes Sozialgeld, wofür drei Tage gemeinnützige Arbeit geleistet werden muss, die vom Bürgermeister in Rășinari zugeteilt wird. Seitdem ist die Notlage in Prislop nicht mehr so gravierend.
Trotzdem sind die Existenzbedingungen immer noch schwierig.

## Bildung
Die Erwachsenen verfügen durchwegs über eine grundlegende Schulbildung. Einige haben sogar Berufe erlernt.
Einige Jahre war die Dorfschule geschlossen, bei den jungen Erwachsenen und Jugendlichen zeigt sich als Folge ein erschreckendes Analphabetentum. Seit dem Jahre 2000 wird die Schule regelmäßig betrieben und die Kinder besuchen ab der fünften Klasse die Schule in Rășinari.
Je nach Situation in der jeweiligen Familie gibt es inzwischen einige gute Schülerinnen und Schüler.

## Arbeit
Die Prisloper sind durchweg arbeitslos und halten sich mit Besenbinden (im Herbst bis Frühling) und Beerenpflücken (im Sommer) über Wasser. Tagelöhnerarbeiten auf dem Feld und in umliegenden Orten sind auch üblich.